# Efecto denominación
El efecto denominación es una forma de sesgo cognitivo relacionado con la moneda, que sugiere que las personas pueden ser menos propensas a gastar denominaciones de moneda más grandes que su valor equivalente en denominaciones más pequeñas. Fue propuesto por Priya Raghubir, profesora de la Escuela de Negocios Stern de la Universidad de Nueva York, y Joydeep Srivastava, profesor de la Universidad de Maryland, en su artículo de 2009 «Denomination Effect».

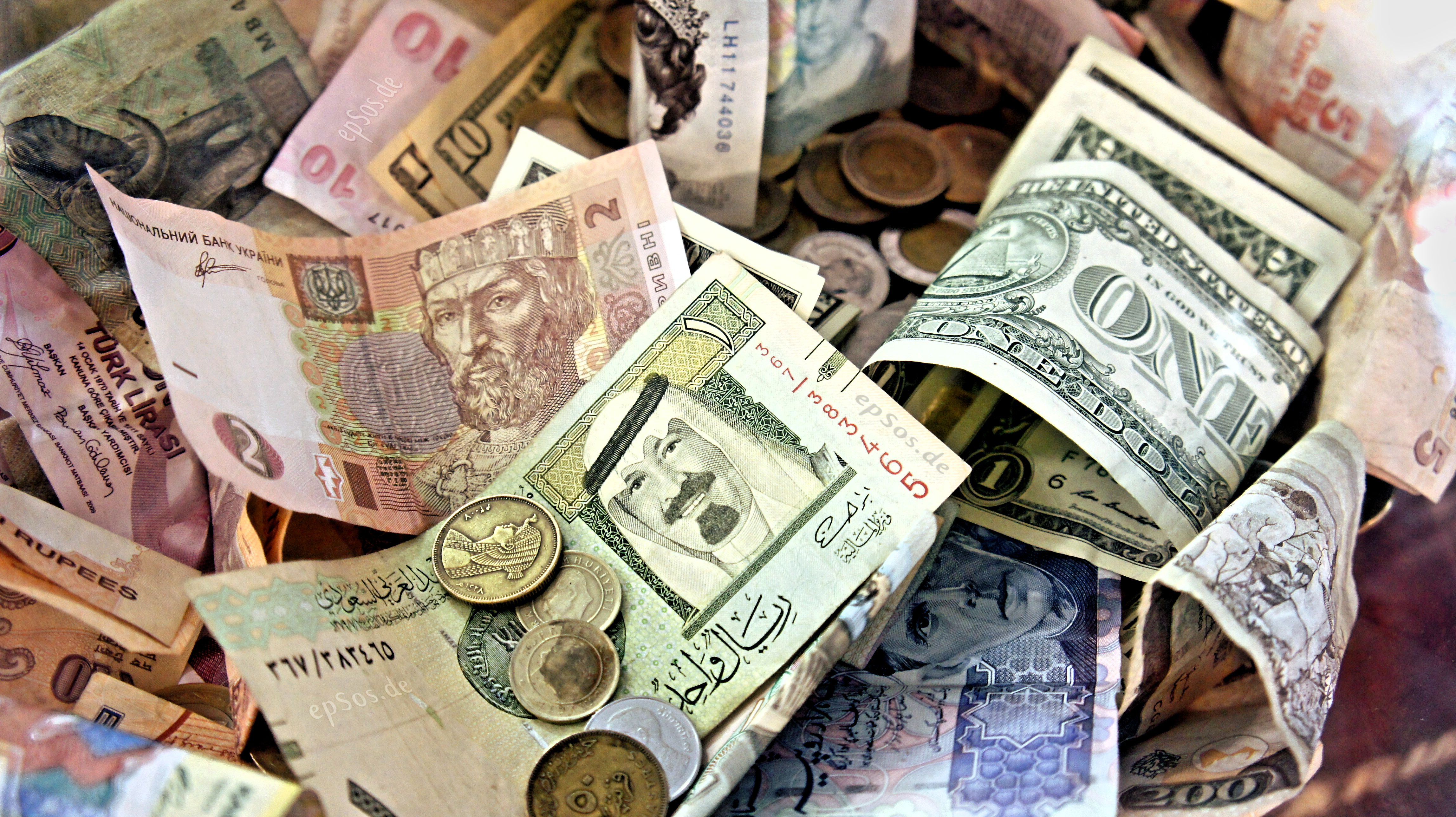
El efecto denominación influye en las decisiones de gasto.

Raghubir y Srivastava realizaron tres estudios en su investigación sobre el efecto denominación; sus conclusiones sugirieron que las personas pueden ser más propensas a gastar dinero representado por denominaciones más pequeñas y que los consumidores pueden preferir recibir dinero en una denominación grande cuando existe la necesidad de controlar el gasto. El efecto denominación puede producirse cuando las denominaciones grandes se perciben como menos intercambiables que las denominaciones más pequeñas.
La influencia de este efecto en las decisiones de gasto tiene implicaciones en diversos sectores de la sociedad, como el bienestar de los consumidores, la política monetaria y la industria financiera. Por ejemplo, durante la Gran Recesión, un empresario observó que los empleados utilizaban más monedas que billetes en la máquina expendedora de una oficina, al percibir que los clientes usaban monedas para sentirse más ahorradores. Raghubir y Srivastava también sugirieron que el efecto puede implicar incentivos para alterar el comportamiento futuro y que una denominación grande puede servir como mecanismo para evitar el impulso de gastar.

## Experimento de Raghubir y Srivastava
Raghubir y Srivastava realizaron tres estudios distintos como parte de su experimento. En el primero participaron 89 estudiantes universitarios de dos universidades de Estados Unidos. A modo de tapadera, se agradeció a los estudiantes su participación y se les entregó al azar un billete de pequeña denominación (cuatro monedas de 25 centavos) o de gran denominación (un billete de un dólar) y se les dijo que podían quedarse con el dinero o gastarlo en golosinas. Se entregaron billetes pequeños a 43 estudiantes (48% del grupo de estudio) y billetes grandes a 46 estudiantes (52% del grupo de estudio). Aproximadamente el 44% (39/89) de los participantes, en ambas condiciones, eligieron comprar golosinas. Aproximadamente el 63% de los participantes con el billete de cuatro cuartos compraron golosinas, pero sólo el 26% de los participantes con el billete de un dólar gastaron dinero, lo que sugiere que los estudiantes estaban más dispuestos a gastar cuando se les daba una denominación más pequeña.
En un segundo estudio, se pidió a 75 clientes de gasolineras que participaran en una breve encuesta sobre el consumo de gasolina. A cada participante se le dieron 5 dólares en cinco billetes de 1 dólar, cinco monedas de 1 dólar o un billete de 5 dólares y se les dijo que podían gastar el dinero en la tienda de la gasolinera. Los clientes que recibieron cinco billetes de 1 $ tenían más probabilidades de comprar algo en comparación con los clientes que recibieron un solo billete de 5 $. Los clientes que recibieron cinco monedas de 1 $ tenían la menor probabilidad de gastar, sin embargo, la moneda tiene poca circulación y algunas se conservan como recuerdo.
Un tercer estudio trató de averiguar si el efecto era propio de la cultura estadounidense. En China, 150 amas de casa recibieron un sobre con dinero a cambio de completar una encuesta, que contenía un único billete de 100 renminbi (CNY) o cinco billetes de valor equivalente (en 2009, 100 CNY equivalían aproximadamente a 14,63 dólares estadounidenses o 10,40 euros). El dinero en efectivo representaba una cantidad significativa de dinero en función de los ingresos mensuales de los participantes, ya que el 18,7% (28/150) ganaba menos de 300 CNY, el 65% ganaba (97/150) entre 301 y 600 CNY y el 16,7% (25/150) ganaba más de 600 CNY. El tamaño medio de los hogares era de 3,3 personas en ambos casos. Algunos de los que compraban artículos para el hogar se sentían menos satisfechos si habían recibido un billete de gran valor, en comparación con los demás, que se sentían más satisfechos gastando billetes de menor valor.

## Primeros estudios

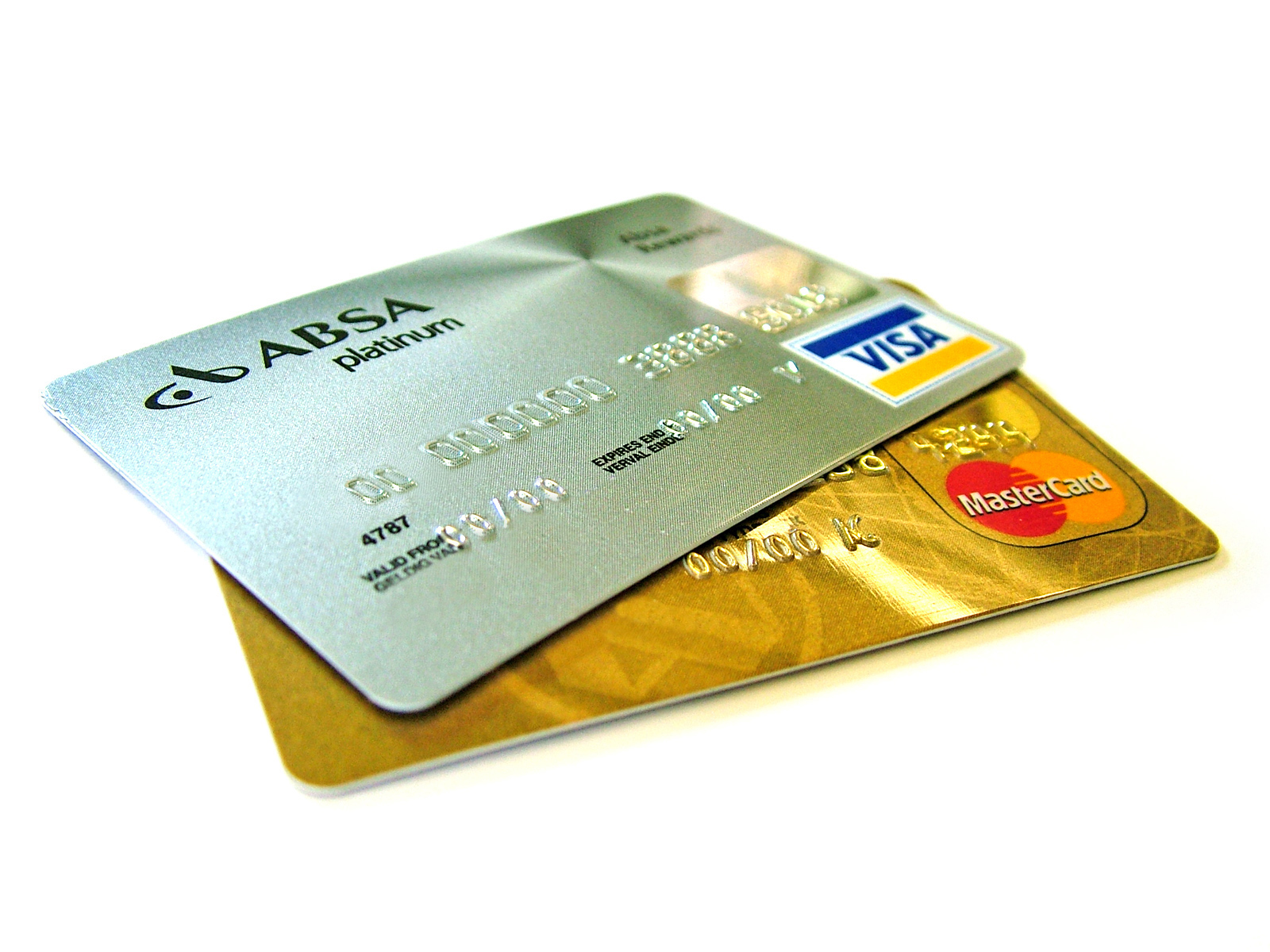
Métodos de pago alternativos

Un estudio, realizado por los profesores de marketing Arul Mishra, Himanshu Mishra y Dhananjay Nayakankuppam en 2006, documentó un fenómeno por el cual los consumidores gastaban menos con una denominación grande, pero no con denominaciones más pequeñas. En el estudio, llegaron a la conclusión de que la gente da más valor a una denominación única grande porque es más difícil procesar la transacción, lo que lleva a la gente a sobrevalorarla y hace que sea menos probable que gasten en comparación con una cantidad idéntica en denominaciones más pequeñas. A diferencia de Mishra et al., que estudiaron las intenciones de compra, Raghubir y Srivastava examinaron las decisiones de compra reales.
En una investigación anterior, realizada por Raghubir y Srivastava en 2008, se observó una mayor inclinación a gastar utilizando métodos de pago alternativos, como tarjetas de crédito o de regalo. Su experimento se basó en investigaciones anteriores, como la del profesor de empresariales de Harvard John Gourville en 1998, que demostró que es más probable que las personas analicen positivamente una transacción cuando la misma cantidad de dinero se presenta como una suma distribuida equitativamente cada día, en lugar de como una suma global única cada año.

## Conclusiones
Raghubir y Srivastava concluyeron en el estudio 1 que es más probable que la gente gaste cuando una cantidad equivalente de dinero está representada por una denominación más pequeña en comparación con una única denominación grande. En el estudio 2, concluyeron que los consumidores prefieren recibir dinero en una denominación grande en comparación con las denominaciones pequeñas cuando existe la necesidad de controlar el gasto. El estudio 3 demuestra además que el efecto denominación depende del deseo del individuo de reducir la sensación de malestar asociada al gasto de dinero. El efecto denominación se produce porque la gente percibe una denominación grande como menos reemplazable que las denominaciones más pequeñas, que pueden utilizarse para controlar y regular el gasto.
En 2009, Sean Gregory, de la revista Time, explicó que los consumidores consideran más valiosos los billetes grandes que los pequeños y que tienden a aislar el efectivo en sus mentes. Cada billete pequeño de 20 dólares es menos valioso que un billete grande de 100 dólares. Es más fácil gastar cinco billetes de 20 que uno de 100". Gregory también añadió que los consumidores temen romper un solo billete de gran denominación porque no podrán dejar de gastar el cambio.
Los investigadores sugirieron que el efecto denominación puede implicar la imposición de autocondiciones o incentivos para alterar el comportamiento futuro, señalando que una denominación grande puede servir como mecanismo de precompromiso para evitar el impulso de gastar en comparación con las denominaciones pequeñas.

## Usos
Raghubir y Srivastava creen que la influencia de la denominación en las decisiones de gasto tiene implicaciones para el bienestar del consumidor y la política monetaria. Raghubir sugirió ofrecer denominaciones más pequeñas para fomentar el gasto y propuso aumentar la circulación de monedas de 1 $ e introducir monedas de 2 $ en Estados Unidos.

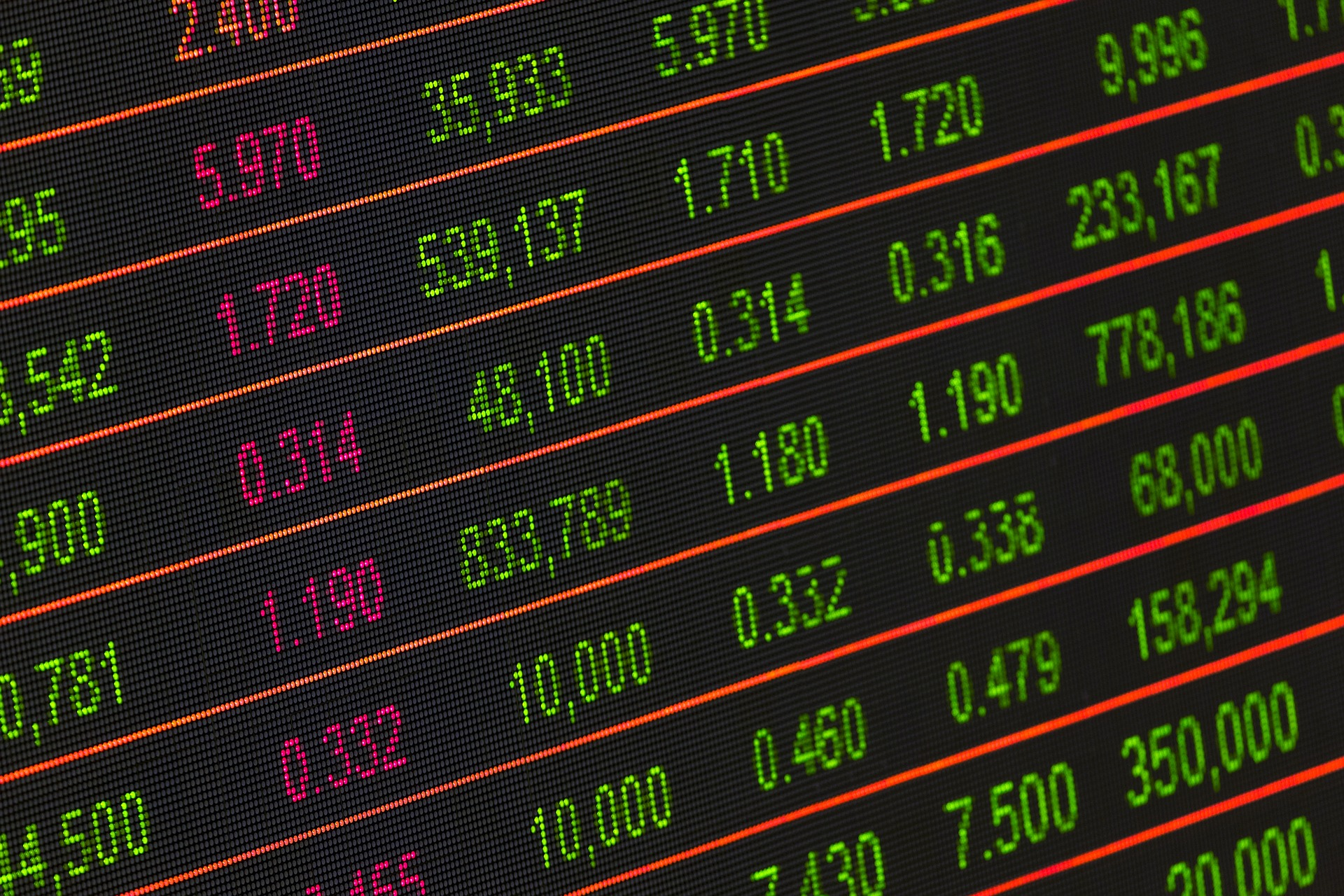
El efecto denominación tiene implicaciones en la compra y venta de acciones.

En 2012, Gary Belsky y Tom Gilovich, de la revista Time, afirmaron que los resultados de Raghubir y Srivastava eran coherentes con lo que denominaron contabilidad mental, que sugiere que los billetes de baja denominación tienden a asignarse a una «cuenta mental de caja chica» para gastarlos en cosas triviales. En cambio, los billetes de mayor denominación se perciben como «dinero real» y es probable que se gasten en cosas de mayor importancia.
Un reportaje de la National Public Radio de 2009 señalaba que, a medida que se agravaba la recesión, un empresario de Sacramento se dio cuenta de que la gente utilizaba más monedas, en lugar de billetes, en la máquina expendedora de su oficina. El empresario creía que los consumidores estaban pasando apuros económicos y que usar monedas en lugar de billetes les hacía sentirse más ahorradores.
John Manning, columnista del International Banker, señaló que el efecto aflora en el campo de las finanzas, cuando la unidad de valor de un activo pone de manifiesto la tendencia del inversor a gastar menos cuando se le da en cantidades mayores. Manning citó el ejemplo de un desdoblamiento de acciones, que sugiere que el número de acciones aumenta en una proporción determinada y su precio disminuye en el mismo factor, de modo que el valor total del capital de la empresa sigue siendo el mismo. Los desdoblamientos de acciones se realizan en gran medida por el efecto denominación, ya que se cree que un precio de las acciones menos caro puede aumentar la demanda de acciones.